# Nestor da Silva
Nestor da Silva (Belo Horizonte, 13 de julho de 1917) é um militar, paraquedista militar e veterano da Segunda Guerra Mundial brasileiro.

## Segunda Guerra Mundial
Foi praça voluntário em 1938, no 10º Regimento de infantaria em Belo Horizonte (MG), onde realizou o curso de sargento.Após ser transferido para o 11º Batalhão de Infantaria (11 Bi) em São João Del Rei (MG), unidade que integrou a Força Expedicionária Brasileira (FEB), foi promovido à graduação de 3º Sargento e, posteriormente, à de 2º Sargento. Embarcou para Itália em setembro de 1944. ao desembarcar em Nápoles, 15 dias depois, seguiu para a cidade de Pisa, onde recebeu armamento, fardamento e treinamento americano.Tomou parte em quatro famosos confrontos: Galiciano Braga, Monte Castelo, Castelnuevo e Montese e comandou 18 patrulhas nas linhas inimigas.
No ataque á cidade de Montese, considerada a batalha mais importante da FEB, foi promovido ao posto de 2º Tenente - "Por ter se conduzido de maneira excepcional em todas as ações de combate que tomou parte, e revelado elevada capacidade de comando, promovo ao posto de 2º Tenente o 2º Sargento Nestor da Silva". Estas foram as palavras do General Mascarenhas de Morais - Comandante da FEB na Itália.

## Carreira Militar

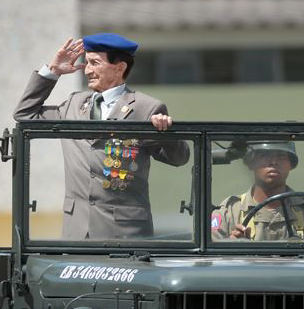
Nestor da Silva, em desfile militar

Terminada a Segunda Guerra Mundial, ao regressar para o Brasil, em fevereiro de 1946, foi matriculado na Escola Militar de Resende para frequentar o Curso de Oficiais da Reserva "COR", equivalente ao da Escola Militar, que foi concluído em maio de 1949.
Nestor também cursou os seguintes cursos:
- ESAO em 1961;
- Curso Básico de Paraquedista em 1964;
- Curso de Mestre de Salto em 1966.
Serviu sete anos consecutivos na Brigada Paraquedista e, em 1971, como Tenente Coronel, foi transferido para o Estado-Maior do Exército.No ano de 1972, solicitou transferência para a reserva renumerada.
Recebeu homenagem presidencial em 8 de junho de 2015.

## Medalhas e Condecorações
Foi agraciado com as Medalhas:
- Medalha Cruz de Combate 1º Classe (destaque individual em combate);
-Medalha Sangue do Brasil
- Medalha de Campanha; 
-Medalha de Guerra;
- Medalha do Pacificador;
- Medalha da Ordem do Mérito militar;
- Medalha de Mérito Paraquedista;
- Medalha Marechal Mascarenhas de Morais
- Medalha de Ouro - 30 anos de serviço.